# Myxidium macrocapsulare
Myxidium macrocapsulare is een microscopische parasiet uit de familie Myxidiidae. Myxidium macrocapsulare werd in 1910 beschreven door Auerbach. 